# Freedom NGL (трубопровід для ЗВГ)
Freedom NGL (трубопровід для ЗВГ) — трубопровід у Техасі, котрий доправляє суміш зріджених вуглеводневих газів (ЗВГ) для подальшого фракціонування.
Трубопровід ввели у дію в 2011 році для транспортування суміші ЗВГ, виділеної на газопереробних заводах Ла-Гранж та Chisholm. Він виконаний в діаметрі 200 мм, має довжину лише 43 милі і перекачує вуглеводні для передачі їх до іншого трубопроводу Liberty NGL. При цьому власник Freedom NGL компанія Energy Transfer Partners одночасно володіє половиною Liberty NGL. Відповідним чином співвідносяться пропускні здатності цих трубопроводів — 40 тисяч барелів на добу для Freedom NGL і 75 тисяч барелів у Liberty NGL.